# آلیس لودویگ
آلیس لودویگ (آلمانی: Alice Ludwig؛ ۱۵ ژانویه ۱۹۱۰ – ۲ نوامبر ۱۹۷۱) تدوین‌گر اهل آلمان بود.
از فیلم‌هایی که وی در آن‌ها نقش داشته است، می‌توان به رامبرانت و آنا و الیزابت اشاره نمود.